# مراكز الولادة النازية للعمال الأجانب
 خلال الحرب العالمية الثانية، كانت مراكز الولادة النازية للعمال الأجانب، والمعروفة باللغة الألمانية باسم Ausländerkinder-Pflegestätte (حرفيًا «مشاتل الأطفال الأجانب»)، Ostarbeiterkinderpflegestätten («حضانات أطفال العمال الشرقيين»)، أو Säuglingsheim («منزل الأطفال») كانت مؤسسات ألمانية تستخدم كمحطات للأطفال الرضع المهجرين، وهي مرافق تابعة للحزب النازي أنشئت في قلب ألمانيا النازية من أجل ما يسمى «الأطفال المزعجين» وفقًا لمرسوم هملر،  ذرية نساء أجنبيات يخدمن اقتصاد الحرب الألمانية، بما في ذلك العمال القسريين البولنديين وأوروبا الشرقية. تم اختطاف الأطفال والرضع، ومعظمهم من جراء الاغتصاب في مكان الاستعباد،  بشكل جماعي بين عامي 1943 و1945. في بعض المواقع، مات ما يصل إلى 90 في المئة من الأطفال موتًا تعذيريًا بسبب الإهمال الممنهج.

## السياسة النازية
بين السخرة من الإناث البولنديات والسوفياتيات ((بالألمانية: عامل مدني- und أوستأربايتر)‏ كانت حالات الحمل غير المقصودة شائعة بسبب الاعتداء الجنسي المتفشي من قبل المشرفين عليهم. حدثت نسبة مذهلة بلغت 80 في المائة من حالات الاغتصاب التي أدت إلى ولادة غير مرغوب فيها في المزارع التي تعمل فيها الفتيات البولنديات.  على سبيل المثال، من بين 3000 طفل ولدوا في أوشفيتز، أغرق حوالي 2500 من المواليد الجدد في برميل في جناح الولادة من قبل المشرفات الألمانيات.  في نفس الوقت، بحلول ربيع عام 1942، نقلت القطارات الفتيات من بولندا إلى أسواق العبيد التي تعود إلى القرون الوسطى في البلدات والقرى الألمانية، كما هو الحال في براونشفايغ ومواقع أخرى، حيث تعرضت الشابات للضرب والتجويع وحُرمت من التحدث إلى بعضهن البعض.

## مواقع مختارة منAusländerkinder-Pflegestätteوالمقابر
- براونشفايغ، Entbindungsheim fuer Ostarbeiterinnen ، دفن أكثر من 360 طفلاً [7]
- محاكمة Velpke، حكمين بالإعدام على قتل الأطفال البولنديين [8]
- درسدن، Dr.-Todt-Straße 120 (Radeburger Straße 12a)، Auslandskinderpflegestätte ، تاكيد مقتل 40 في المائة من الأطفال [9]
- Propagandaaufnahme (February 1944). دعاية النازية المطهرة الألمانية (الأطفال في Ostarbeiterlager). ألمانيا النازية، تم حجب الموقع: مجموعات Bundesarchiv.de.